# Baadoer Dzjobava

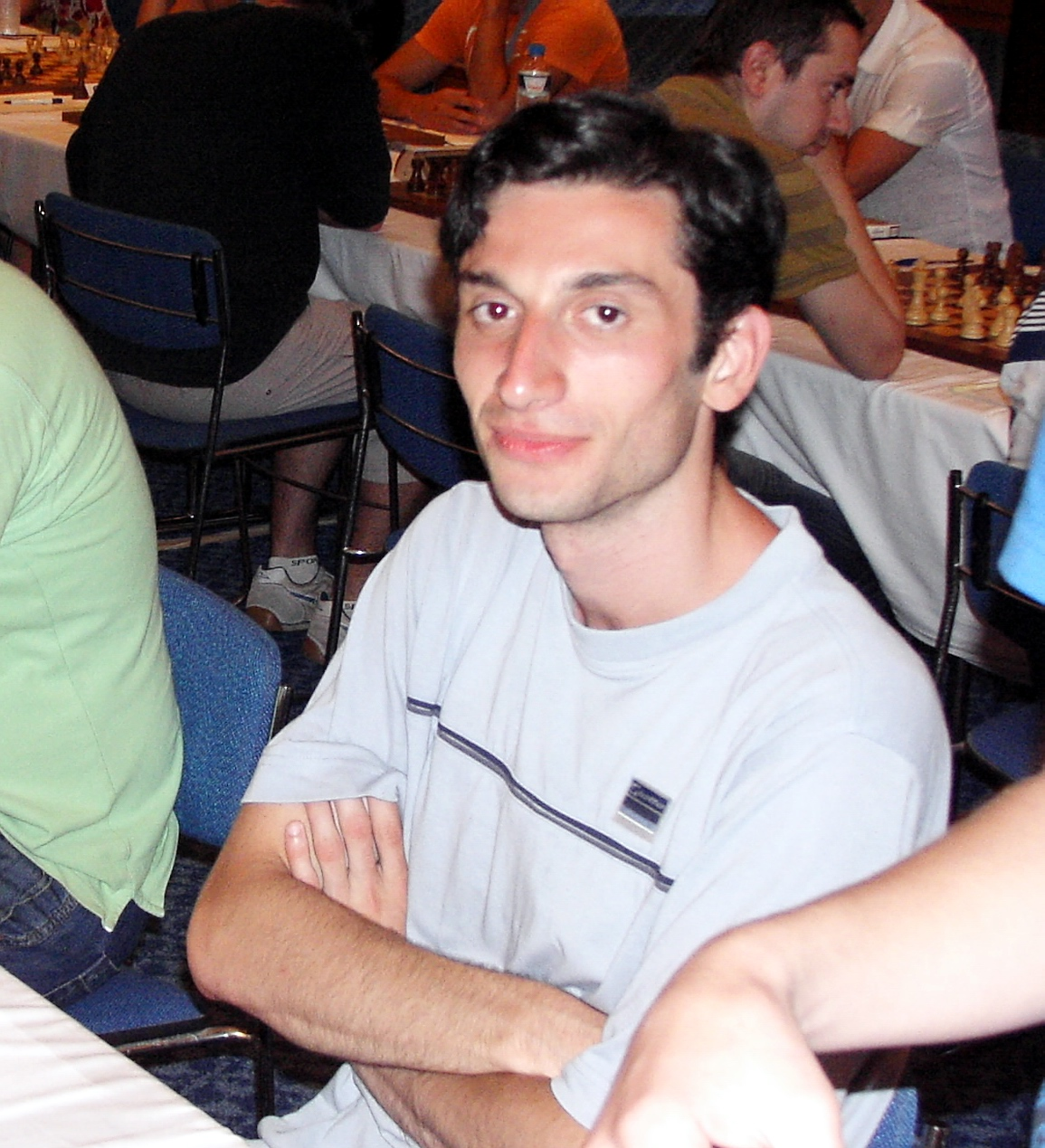
Baadoer Dzjobava

Baadoer Dzjobava of ook wel Baadoer Jobava (Georgisch: ბაადურ ჯობავა) (Gali (Abchazië), 26 november 1983) is Georgische schaker. Hij is sinds 2001 een grootmeester (GM).
Hij was drie keer kampioen van Georgië: in 2003, 2007 en 2012.
Hij nam deel aan het FIDE Wereldkampioenschap schaken in 2004 en aan de FIDE World Cup in 2005, 2009, 2011, 2013, 2017 en 2021.

## Jeugd
Hij groeide op in Gali in Abchazië (in Georgië). De hele familie bestond uit fanatieke schakers. Toen hij vier was leerde hij het spel van zijn vader, een kandidaat-schaakmeester. In 1992, bij het begin van de Abchazische burgeroorlog, verhuisde de familie naar Charkov in Oekraïne.
Bij de Schaakolympiade voor spelers tot 16 jaar, in 1999 in Artek, bereikte hij met het Georgische team de tweede plaats en behaalde aan het eerste bord 7 pt. uit 9 partijen.
In 2001 won hij als 17-jarige het Staufer Open in Schwäbisch Gmünd.
Baadoer Dzjobava was in zijn jeugd ook een sterk tafeltennisser.

## Schaakcarrière
- Dzjobava won het Dubai Open in 2003 met 7 pt. uit 9.[5]
- In 2003 won hij met 1.5 pt. voorsprong in Tbilisi het kampioenschap van Georgië.
- In 2004 nam hij deel aan het FIDE Wereldkampioenschap schaken, waar hij in ronde 1 werd uitgeschakeld door Rubén Felgaer.
- In oktober 2005 won Dzjobava in Skanderborg (Denemarken) met 5.5 pt. uit 9 het tweede Samba Cup toernooi.[6]
- In 2006 won Dxobava won the Railyaway Hotel Cup[7] en het prestigieuze Aeroflot Open.[8]
- In juli 2006 won hij het Open toernooi van het Chinese Taiyuan.
- In maart 2007 werd hij in Tbilisi voor de tweede keer kampioen van Georgië.
- In 2008 werd hij gedeeld 1e–8e met Nigel Short, Vadim Milov, Aleksej Aleksandrov, Tamaz Gelashvili, Alexander Lastin, Gadir Guseinov en Farid Abbasov bij de President's Cup in Bakoe.[9]
- In 2009 werd hij derde bij het Europees kampioenschap schaken in Budva.
- In 2010 werd hij tweede bij het Europees kampioenschap schaken, gehouden in Rijeka.
- In augustus 2011 werd hij gedeeld 1e–2e met Hrant Melkumyan in het Lake Sevan toernooi in Martuni; Dzjobava won via de tie-break.[10]
- In december 2011 won hij het 32e toernooi om de Edoardo Crespi Trophy in Milaan met 8½ pt. uit 9, twee punten boven de nummer twee Vladimir Malaniuk.[11]
- Eveneens in december 2011 won Dzjobava het Europees kampioenschap rapidschaak in Warschau; er waren 747 deelnemers.[12]
- In september 2012 bereikte Dzjobava de Elo-rating 2734, was hij nummer 1 op de Elo-ranglijst van Georgië en nummer 19 op de FIDE-wereldranglijst.
- In januari 2014 werd Dzjobava gedeeld 2e–3e op het Tata Steel Challengers toernooi in Wijk aan Zee, met 8½ pt. uit 13.[13]
- In februari/maart 2014 won hij het David Bronstein Memorial in Minsk na tiebreak met Sergej Fedortsjoek en Mikhailo Oleksienko.[14]
- In juli 2014 werd hij tweede na Wesley So op het ACP (Association of Chess Professionals) Golden Classic in Bergamo, Italië.[15]
- In augustus 2015 won Dzjobava met 8 pt. uit 9 (+7 =2 −0) ongedeeld het 19e Hogeschool Zeeland Schaaktoernooi in Vlissingen.[16]
- In 2017 eindigde Dzjobava gedeeld eerste met Maxim Matlakov en Vladimir Fedoseev bij het EK schaken in Minsk, hij werd tweede na tiebreak.[17]

Bij het M-Tel Masters toernooi in mei 2006 in Sofia was hij secondant van Veselin Topalov. In september 2006 bij het WK 2006 toen hij schaakte tegen Vladimir Kramnik, gaf Topalov echter de voorkeur aan Ivan Tsjeparinov als secondant.
Dzjobava wordt geprezen voor het door hem meer bekend maken van de opening die wel Jobava London System of Rapport-Jobava System genoemd wordt, gekarakteriseerd door de zetten 1.d4, 2.Pc3, en 3.Lf4. De opening werd in 1882 als eerste gespeeld, door de schaker James Mason.

## Nationale teams

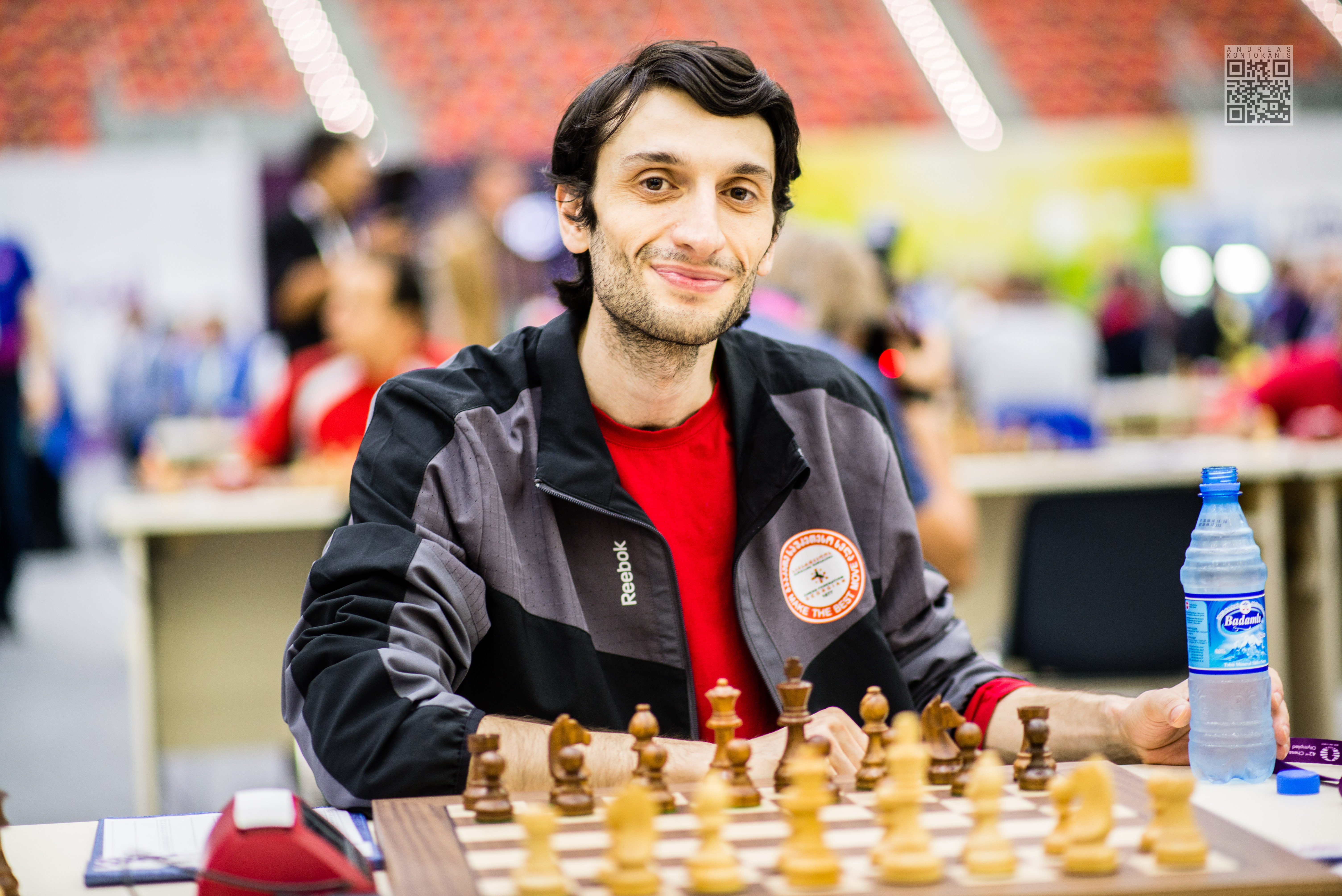
Dzjobava bij de Schaakolympiade 2016

Met het Georgische nationale team nam Dzjobava deel aan de Schaakolympiades van 2000, 2002, 2004, 2006, 2008, 2010, 2014 en 2016. In 2004 in Calvià had hij met 8½ pt. uit 10 het beste resultaat aan bord 4 en de beste Elo-performance van alle deelnemers. In 2010 won hij van nummer 1 Magnus Carlsen tijdens de match Georgië–Noorwegen. In 2016 in Bakoe behaalde hij een individuele gouden medaille voor het beste resultaat van alle deelnemers spelend aan het eerste bord. Bij deze gelegenheid won hij van de voormalig wereldkampioenen Ruslan Ponomariov en Veselin Topalov.
In 2005 was hij onderdeel van het Georgische team bij het WK landenteams.
Bij het EK landenteams speelde hij in de volgende jaren in het Georgische team: 1999 (in het tweede team), 2001, 2003, 2005, 2007, 2009, 2011, 2013 en 2015. Met het team werd hij in 2003 derde, in 2001 behaalde hij aan bord 4 een individuele tweede plaats.

## Schaakverenigingen
In de Georgische competitie speelt Baadoer Dzjobava in de hoogste klasse voor Tiflis, waarmee hij in 2003 deelnam aan de European Club Cup. In de Spaanse competitie speelde hij in 2007 voor Intel-Tiendas UPI, in 2011 voor Kasparov Schaakschool Marcote en in 2017 voor Escola d'Escacs de Barcelona. In de Duitse bondscompetitie speelde hij in seizoen 2004/05 voor SC Baden-Oos (vanaf december 2004 OSC Baden-Baden), in seizoen 2016/17 speelde hij voor SV 1930 Hockenheim. In Oostenrijk speelde hij in seizoen 2011/12 voor de kampioen SK Advisory Invest Baden en in seizoen 2017/18 voor SK Sparkasse Jenbach, waarmee hij eveneens de titel won.
In de Armeense competitie speelt hij voor Mika Jerewan, waarmee hij in 2008 nationaal kampioen werd en deelnam aan de European Club Cup. In de Griekse competitie speelt hij voor Kidon Chania, in de Egyptische competitie voor Sharkia Dokhan, in de Franse competitie voor Tremblay-en-France en in de Kroatische competitie voor ŠK Zagreb, waarmee hij in 2007 nationaal kampioen werd en deelnam aan de European Club Cup. In Zweden speelde Dzjobava van 2015 tot 2018 voor Malmö AS, waarmee hij in seizoen 2017/18 kampioen werd. In de Russische competitie speelde hij in 2007 voor Ladja Kasan, in 2013 voor PGMB Rostow am Don, waarmee hij ook deelnam aan de European Club Cup, en in 2014 en 2015 voor Universitet Beloretschensk, waarmee hij in 2015 een eerste deelname had aan de European Club Cup.
In Oekraïne werd hij in 2010 en 2011 met A Dan Dzo & PGMB nationaal kampioen en nam hij deel aan de European Club Cup, waarbij hij in 2010 met het team derde werd. In 2014 speelde hij voor Schachakademie Illitschiwsk.
De Aziatische Club Cup 2008/09 in al-Ain won hij met de Al-Ain Chess Club uit de Verenigde Arabische Emiraten. In China speelt hij sinds 2012 voor het team van de Qingdao School.

## Persoonlijk leven
Zijn jongere broer Beglar (geboren in 1985) was Georgisch jeugdkampioen in de categorie tot 12 jaar, en heeft de titel Internationaal Meester (IM).
In 2015 trouwde hij voor de tweede keer. Zijn vrouw is de uit Bosnië en Herzegovina afkomstige Aleksandra Dimitrijević, grootmeester bij de vrouwen (WGM). Het echtpaar heeft een zoon.